# Hybrid Theory
Hybrid Theory er et album af Linkin Park, der blev udgivet i 2000. Bandet har genren som på engelsk hedder "nu-metal".
Hybrid Theory var bandets oprindelige navn, men de blev nødt til at ændre det, da der allerede eksisterede et elektronisk band ved navn "Hybrid". Bandet besluttede sig så for at ændre deres navn til Lincoln Park, opkaldt efter parken i Santa Monica. De ændrede det hurtigt igen til Linkin Park, der i dag er deres nuværende navn. Der er mange, der fejlagtigt staver bandets navn som 
"Linken Park".
Deres første album blev indspillet uden deres bassist Dave Farrell.
Mange af numrene på albummet var gamle sange bandet havde produceret mellem 1997 og 1999. Sangene deriblandt var:
- "One Step Closer" (originalt navngivet "Plaster")
- "With You" (originalt navngivet "Now I See")
- "Points of Authority" (originalt navngivet "Points & Authority")
- "Crawling" (var med på en demo de indspillede da de gik under navnet Hybrid Theory)
- "By Myself" (Den originale titel var "Super Xero" som også var bandets første navn)
- "In The End" (Originale navn "The Untitled")
- "A Place For My Head" (originalt navngivet "Esaul")
- "Forgotten" (originalt navn var "Rhinestone")

Den eneste sang der blev taget af fra albummet var "High Voltage" som var en hip hop sang der også var med på Hybrid Theory EP. 

## Musikstilen
Musikstilen er en blanding af både hip hop, metal og tunge synthesizer's.
Tre elementer som kendetegner Nu-metal genren.

## Nummerliste
1. "Papercut" – 3:05
2. "One Step Closer" – 2:36
3. "With You" – 3:23
4. "Points Of Authority" – 3:20
5. "Crawling" – 3:29
6. "Runaway" – 3:04
7. "By Myself" – 3:10
8. "In The End" – 3:36
9. "Place For My Head" – 3:05
10. "Forgotten" – 3:14
11. "Cure For The Itch" – 2:37
12. "Pushing Me Away" – 3:12

## Placering på hitliste
| År   | Hitliste            | Placering |
| ---- | ------------------- | --------- |
| 2001 | Billboard 200       | #2        |
| 2001 | Top Canadian Albums | #16       |
| 2001 | Top Internet Albums | #25       |
| 2002 | Billboard 200       | #2        |
| 2002 | Top Canadian Albums | #5        |
| 2002 | Top Internet Albums | #17       |

## Singlernes Placering
| År   | Single          | Hitliste                | Placering    |
| ---- | --------------- | ----------------------- | ------------ |
| 2000 | One Step Closer | Modern Rock Tracks      | #5           |
| 2000 | One Step Closer | Mainstream Rock Tracks  | #4           |
| 2000 | One Step Closer | Billboard Hot 100       | #75          |
| 2001 | Crawling        | Billboard Hot 100       | #79          |
| 2001 | Crawling        | Mainstream Rock Tracks  | #3           |
| 2001 | Crawling        | Modern Rock Tracks      | #5           |
| 2001 | In the End      | Modern Rock Tracks      | #1 (5 weeks) |
| 2001 | In the End      | Mainstream Rock Tracks  | #3           |
| 2001 | In the End      | Billboard Hot 100       | #2           |
| 2002 | In the End      | Adult Top 40            | #15          |
| 2002 | Papercut        | Modern Rock Tracks      | #32          |
| 2002 | In the End      | Top 40 Mainstream       | #1           |
| 2002 | In the End      | Top 40 Tracks           | #2           |
| 2002 | In the End      | Billboard Hot 100       | #2           |
| 2002 | In the End      | Top 40 Adult Recurrents | #9           |
| 2002 | Runaway         | Mainstream Rock Tracks  | #37          |
| 2002 | Runaway         | Modern Rock Tracks      | #40          |